# 박지민 (1994년)
박지민(朴智敏, 1994년 3월 7일 ~ )은 대한민국의 축구 선수이며, 포지션은 공격수다.

## 축구인 경력

### 선수 경력
2014년 K리그 클래식의 경남 FC에 입단하였다. 하지만 데뷔 시즌 리그 4경기 출전에 그쳤고, 이듬해 충주 험멜로 이적하였다.
2016년 시즌 이후 충주 험멜이 해체하자 내셔널리그의 김해시청에 입단했다.
2018시즌을 앞두고 창원시청으로 이적했다.